# Augusta (Italien)
 For alternative betydninger, se Augusta. (Se også artikler, som begynder med Augusta)
Augusta er en italiensk by beliggende i provinsen Siracusa på den østlige del af  Sicilien. Byen blev grundlagt i 1232. Augusta grænser til kommunerne Carlentini og Melilli.

## Eksterne links
- Wikimedia Commons har flere filer relateret til Augusta (Italien)
- Augustas officielle hjemmeside

1. ↑  demo.istat.it (fra Wikidata).